# Сквер Эдуарда Хиля
Сквер Эдуа́рда Хи́ля — сквер в Центральном районе Санкт-Петербурга. Расположен в Щербаковом переулке между домами № 4 по Щербакову переулку и № 19/8 по улице Рубинштейна.

## История
Название скверу было присвоено 1 марта 2013 года в честь певца Э. А. Хиля, жившего в Толстовском доме, который боковым фасадом выходит в этот сквер.